# Séhebrê
Séhebrê (littéralement « celui qui orne Rê ») était un pharaon (plus particulièrement roi d'Avaris) de la XIVe dynastie et aurait régné environ trois ou quatre ans pendant la Deuxième Période intermédiaire de -1704 à -1699 ou, selon l'égyptologue Jacques Kinnaer, de -1684 à -1680 ou bien encore de -1701 à -1699 selon Richard Chaby et Karen Gulden.
L'existence de Séhebrê n'est pas mentionnée par Manéthon dans son œuvre Ægyptiaca ; Séhebrê n'apparaît que dans le Canon royal de Turin (8.4).
D'après Richard Chaby et Karen Gulden, Séhebrê aurait été le neuvième roi de sa dynastie mais l'instabilité de la Deuxième Période intermédiaire joue dans le manque d'informations que nous avons de Séhebrê. En effet, d'après l'égyptologue Kim Ryholt, il aurait été le quatrième roi de sa dynastie.
Cependant, bien que les dates semblent difficiles à déterminer précisément, le prédécesseur de Séhebrê, Nebfaourê et son successeur, Méridjefarê semblent, pour leur part, plus certains,,.